# Polysphincta asiatica
Polysphincta asiatica là một loài tò vò trong họ Ichneumonidae.